# 天龍寺 (可児市)
天龍寺（てんりゅうじ）は、岐阜県可児市にある曹洞宗の寺院である。山号は青雲山（せいうんざん）。本尊は聖観世音菩薩。境内の宝筺印塔は明智光秀一族の墓とされる。明智光秀公の日本一大きい（６尺1寸3分）位牌が祀られており、戒名は「長存寺殿明窓玄智禅定門」。

## 沿革
1625年(寛永2年)龍雲和尚が武儀郡下有知村の龍泰寺27世正雪大和尚を招請し開山。
現在の建物は1970年(昭和45年)に再建されたものである。

## 御朱印
岐阜市のまちづくり団体「ひとひとの会」によって企画され、2019年11月現在岐阜県内の13箇所において行われている「金の御朱印」企画に参加しており、毎月最終金曜日(プレミアムフライデー)限定で通常の御朱印とは異なる金をあしらった御朱印が発行されている。
三宝印、寺の印[が金色で押され、明智光秀の字が記されたキキョウ形の可児市のロゴマークの入った御朱印が金の御朱印として最終金曜日限定で発行されている。

## 所在地
- 岐阜県可児市瀬田1242